# هستيريا العمى (فلم)
هستيريا العمى هو فيلم تم إنتاجه في الولايات المتحدة وصدر في سنة 2002. الفيلم من إخراج ميرا ناير من بطولة أوما ثورمان وجينا رولاندز وجوليت لويس وجستين تشامبرس.

## وصلات خارجية
- مقالات تستعمل روابط فنية بلا صلة مع ويكي بيانات